# (3199) Nefertiti
(3199) Nefertiti ist ein Asteroid vom Amor-Typ, der am 13. September 1982 von Carolyn und Eugene Shoemaker am Palomar-Observatorium (IAU-Code 675) entdeckt wurde.
Benannt wurde der Asteroid nach der ägyptischen Königin Nefertiti, die Hauptgemahlin (Große königliche Gemahlin) des Königs (Pharaos) Echnaton (Amenophis IV.) (im deutschen Sprachraum als Nofretete bekannt). Auch der Asteroid (1068) Nofretete ist nach ihr benannt.